# Firestone Firehawk 500 2000
Firestone Firehawk 500 2000 var ett race som var den fjärde deltävlingen i CART World Series säsongen 2000. Racet kördes den 14 maj på Twin Ring Motegis ovalbana i Japan. Michael Andretti tog sin första seger för säsongen, vilket var första segern i CART för en Lolabil på länge. Med en sjätteplats, drygade Paul Tracy ut sin sammanlagda ledning, medan 1999 års mästerskapstvåa, Tracys stallkamrat Dario Franchitti, slutade tvåa. Det var Franchittis första pallplats under 2000 års säsong. Adrián Fernández vann tävlingen både 1998 och 1999, men kunde inte upprepa bedriften, utan fick nöja sig med en tiondeplats.

## Slutresultat
| Plats | Förare               | Team                     | Grid | Kvaltid |
| ----- | -------------------- | ------------------------ | ---- | ------- |
| 1     | Michael Andretti     | Newman/Haas Racing       | 8    | 26,657  |
| 2     | Dario Franchitti     | Team KOOL Green          | 17   | 26,910  |
| 3     | Roberto Moreno       | Patrick Racing           | 4    | 26,486  |
| 4     | Cristiano da Matta   | PPI Motorsports          | 19   | 26,920  |
| 5     | Kenny Bräck          | Team Rahal               | 2    | 26,393  |
| 6     | Paul Tracy           | Team KOOL Green          | 20   | 26,982  |
| 7     | Juan Pablo Montoya   | Chip Ganassi Racing      | 1    | 26,237  |
| 8     | Max Papis            | Team Rahal               | 12   | 26,771  |
| 9     | Gil de Ferran        | Marlboro Team Penske     | 5    | 26,512  |
| 10    | Adrián Fernández     | Patrick Racing           | 15   | 26,832  |
| 11    | Christian Fittipaldi | Newman/Haas Racing       | 6    | 26,536  |
| 12    | Michel Jourdain Jr.  | Bettenhausen Motorsports | 18   | 26,915  |
| 13    | Hélio Castroneves    | Marlboro Team Penske     | 14   | 26,832  |
| 14    | Shinji Nakano        | Walker Racing            | 11   | 26,732  |
| 15    | Alex Tagliani        | Forsythe Racing          | 10   | 26,715  |
| 16    | Tony Kanaan          | Mo Nunn Racing           | 9    | 26,667  |
| 17    | Tarso Marques        | Dale Coyne Racing        | 21   | 27,118  |
| 18    | Memo Gidley          | Dale Coyne Racing        | 16   | 26,845  |
| 19    | Mark Blundell        | PacWest Racing           | 22   | 27,412  |
| 20    | Takuya Kurosawa      | Dale Coyne Racing        | 23   | 27,556  |
| 21    | Jimmy Vasser         | Chip Ganassi Racing      | 3    | 26,455  |
| 22    | Maurício Gugelmin    | PacWest Racing           | 7    | 26,633  |
| 23    | Luiz Garcia Jr.      | Arciero Racing           | 24   | 27,684  |
| 24    | Oriol Servià         | PPI Motorsports          | 13   | 26,811  |